# Paolo Zanzu
Paolo Zanzu (Cagliari, 1984) is een Italiaans klavecimbelspeler.

## Levensloop
Zeer vroeg begonnen met de studie van het klavecimbel, studeerde hij verder in Triëst bij Paola Erdas. 
In 2004 ging hij in Parijs wonen en studeerde er bij Noëlle Spieth, om vervolgens bij het Nationaal Conservatorium twee Eerste prijzen te behalen, voor klavecimbel en voor basso continuo. Hij studeerde verder, onder begeleiding van Carole Cerasi en James Johnstone aan de Royal Academy in Londen en van Christophe Rousset aan de Accademia Chigiana in Siena.
Zanzu is aan een mooie carrière begonnen door te concerteren in Europa en Azië. Hij heeft ook opnamen geregistreerd voor de Franse radio en TV. Hij treedt op als continuospeler bij les Arts Florissants (William Christie) en als assistent, koorleider en continuspeler bij de Cercle de l’Harmonie (Jérémie Rhorer). Tijdens festivals of in winterprogramma's trad hij op onder dirigenten zoals Marc Minkowski, Emmanuelle Haïm en Jonathan Cohen.
In 2008 heeft hij het baroktrio 'Le Tic Toc Choc' gesticht, samen met Jensenka Balic Zunic (viool) en Lucile Boulanger (viola da gamba) en ze treden vaak samen op. Ze specialiseren zich in het herontdekken van zeventiende-eeuwse Franse componisten.

## Onderscheiding
- In 2010 behaalde Zanzu de Derde prijs van het Internationaal klavecimbelconcours in het kader van hert Festival Oude Muziek in Brugge.